# Veines choroïdes
Ne doit pas être confondu avec Veine choroïdienne (cérébrale).
Les veines choroïdes, également connues sous le nom de veines vortiqueuses ou veines vortex (venae vorticosae), sont des structures vasculaires importantes qui drainent le sang de la choroïde, une couche vascularisée située entre la rétine et la sclérotique. Elles jouent un rôle clé dans la circulation sanguine de l'œil.

## Fonction
La fonction principale des veines choroïdes est de collecter et de drainer le sang désoxygéné et les déchets métaboliques de la choroïde. La choroïde elle-même est cruciale pour l'apport sanguin et la régulation de la température de la rétine, particulièrement de ses photorécepteurs. Un drainage veineux efficace via les veines choroïdes est donc essentiel pour maintenir l'homéostasie oculaire et la fonction visuelle. Elles contribuent également à la régulation de la pression intraoculaire.

## Anatomie et localisation
La choroïde est la couche la plus postérieure de l'uvée, qui se situe entre la rétine interne et la sclérotique externe. Son rôle principal est de nourrir les couches externes de la rétine. Les veines choroïdes, forment le principal système de drainage veineux de cette couche.
Il y a généralement quatre à sept veines vortiqueuses principales qui collectent le sang de tout le réseau capillaire choroïdien. Elles convergent vers des points spécifiques, souvent un quadrant par œil (supéro-nasal, supéro-temporal, inféro-nasal, inféro-temporal), puis perforent la sclérotique obliquement juste en arrière de l'équateur de l'œil pour en sortir.
Une fois sorties de la sclérotique, ces veines se regroupent et se jettent dans les veines ophtalmiques supérieure et inférieure.

## Drainage veineux détaillé
Le cheminement du sang à travers les veines choroïdes est le suivant,:
- Capillaires choroïdiens (choriocapillaris): Le sang oxygéné est fourni à la choroïde par les artères ciliaires postérieures(longue ou courte), il ce diffuse ensuite à travers le réseau dense de capillaires choroïdiens, qui sont en contact direct avec la couche externe de la rétine.
- Petites veines collectrices: Ces capillaires se drainent dans de petites veinules qui convergent progressivement vers des veines de plus grand calibre au sein de la choroïde.
- Veines vortiqueuses (vortex veins): Ces veines, visibles ophtalmoscopiquement, sont les collecteurs majeurs. Elles s'organisent en ampoules (dilatations) avant de percer la sclérotique.
- Veines ophtalmiques: Les veines vortiqueuses se jettent ensuite dans la veine ophtalmique supérieure (pour les veines des quadrants supérieurs) et la veine ophtalmique inférieure (pour les veines des quadrants inférieurs).
- Sinus caverneux: Finalement, les veines ophtalmiques supérieure et inférieure se drainent dans le sinus caverneux, une structure veineuse majeure située à la base du crâne, qui renvoie le sang vers la circulation générale.

## Pathologies associées et rique clinique
Le bon fonctionnement des veines choroïdes est vital pour la santé oculaire. Les pathologies affectant ces vaisseaux peuvent avoir des conséquences graves sur la vision:
- Occlusion des veines choroïdes: Bien que moins courantes que les occlusions artérielles ou veineuses rétiniennes, l'obstruction du drainage veineux choroïdien peut entraîner une ischémie choroïdienne, un œdème maculaire, des hémorragies sous-rétiniennes, ou un décollement séreux de la rétine, avec un impact significatif sur la vision.
- Inflammation (Choroïdite): Des processus inflammatoires affectant la choroïde (choroïdites) peuvent altérer l'intégrité et la fonction des veines, menant à des perturbations du drainage.
- Tumeurs choroïdiennes: Des tumeurs comme les mélanomes choroïdiens se développent au sein de la choroïde et peuvent interagir avec le système veineux, affectant le drainage et potentiellement favorisant des métastases.
- Drusen et Dégénérescence Maculaire Liée à l'Âge (DMLA): Des anomalies du drainage choroïdien et de la microcirculation veineuse sont impliquées dans la physiopathologie de certaines formes de DMLA.
- Syndromes de Vogt-Koyanagi-Harada et autres uvéites: Ces maladies auto-immunes peuvent affecter le système uvéal, incluant la choroïde et ses vaisseaux.